# Pimelodus pantherinus
Pimelodus pantherinus és una espècie de peix de la família dels pimelòdids i de l'ordre dels siluriformes.